# Atypiskt hemolytiskt uremiskt syndrom
Atypiskt hemolytiskt uremiskt syndrom (aHUS) är en sällsynt, allvarlig, systemisk och livshotande sjukdom med dåligt utfall. aHUS drabbar både barn och vuxna och associeras med trombotisk mikroangiopati (TMA). TMA är bildandet av blodproppar i små blodkärl i hela kroppen, vilket kan leda till systemiska komplikationer i flera organ.  aHUS orsakas till största delen av kronisk, okontrollerad aktivering av komplementsystemet, en del av kroppens immunförsvar som bekämpar infektioner och fungerar som ett kroppseget maskineri som avlägsnar döda celler. Vanligtvis är komplementsystemet mycket självreglerande genom vissa proteiner som kontrollerar dess destruktiva effekter, men i aHUS har den här regleringsmekanismen försämrats – i huvudsak på grund av mutationer i komplementsystemets reglerande proteiner. Störningar i dessa kontrollmekanismer kan leda till överaktivering av komplementsystemet vilket leder till skador på egna kroppsvävnader. Snabb diagnostisering och tidigt påbörjande av lämplig behandling kan förbättra resultaten och möjligen minska risken associerad med TMA och påföljande livshotande komplikationer såsom njursvikt, stroke eller hjärtattack.

## Nomenklatur
aHUS är en form av HUS (hemolytiskt uremiskt syndrom), som hos barn utgör enbart 5-10 % av alla HUSfallen, medan de flesta vuxna HUS-patienter har aHUS. Största delen av HUS-fallen bland barn orsakas av infektion från Shiga toxin-producerande Escherichia coli-bakterier och den här formen kallas för STEC-HUS (kallas ibland för D+ HUS). I några publikationer har aHUS kallats för diarré-negativt hemolytiskt uremiskt syndrom (D-HUS)  Men den här nomenklaturen kan vara vilseledande eftersom upp till 30 % av aHUS-patienterna har diarré. Man har föreslagit att man bör dra tillbaka D±HUS terminologin.

## Epidemiologi
aHUS kan vara sporadisk eller familjär, och verkar inte variera medetnicitet, kön eller geografiskt område. Som väntat med en sällsynt sjukdom är data om förekomsten av aHUS begränsade. Ett europeiskt register med 167 barnpatienter dokumenterade 3,3 fall per en miljon barn, med lägre förekomst bland vuxna. En nyligen genomförd studie av 214 patienter med aHUS anger liknande förekomst under barndomen (41,6 %), samt bland vuxna (58,4 %). Orphanet-webblatsen (en portal för sällsynta sjukdomar och särläkemedel) rapporterar en prevalens på 1-9 per miljon människor.

## Patogenes
aHUS induceras av kronisk, okontrollerad komplementaktivering som leder till skador på endotel och målorgan. Bland friska personer ansvarar komplementsystemet för att attackera och förstöra patogener såsom bakterier, virus eller förändrade kroppsceller och för att avlägsna cellrester. Det består av tre olika vägar: klassisk, lectin och alternativa vägar. Medan de första två vägarna inträffar till följd av immunkomplex eller bindning av mikroorganismer, är den alternativa vägen kontakt-aktiv och orsakar därmed en pågående induktion av cellupplösande membranattackkomplex (MAC). Därför är det nödvändigt att kroppen noga reglerar komplementsystemet för att kunna förhindra att det skadar friska vävnader och organ. Genetiska mutationer av komplementreglerande proteiner (t.ex. CFH, CFB, CFI, MCP, CFHR 1/3 och trombomodulin) stör den sköra balansen av kontroll av komplementvägar i aHUS. Kontinuerlig, okontrollerad komplementaktivitet leder till skador på endotelceller (celler på blodkärlens väggar). Påföljande ihållande aktivering av trombocyter och vita blodkroppar orsakar TMA, och därmed ischemi, inflammation av blodkärlen som utvecklas till irreversibla vävnadsskador, multiorgansvikt och ofta död. De flesta mutationer har en penetrans på ca 50 % och miljöfaktorer verkar också spela en viktig roll i patogenesen.

## Klinisk presentation
aHUS uppvisar ofta icke-specifika symtom såsom sjukdomskänsla och trötthet. Mer än hälften av patienterna upplevde njurskador, inklusive kronisk njursvikt  (ESRD). Vanligt förekommande tecken och symtom är förhöjt kreatinin , oliguri (liten urinproduktion), ödem (svullnad)  hypertension (högt blodtryck)  minskad uppskattad glomerulär filtration (eGFR)  eller proteinuri.
Andra system, förutom njurar, kan uppvisa symtom, inklusive prodromala sjukdomar: 
- En tredjedel av patienterna uppvisar trombotiska händelser utanför njuren[28]
- Neurologiska system: ungefär varannan patient uppvisar tecken och symtom i hjärnan och nervsystemet:[29] förvirring,[30] stroke, [29][30] anfall[29][30] koma,[29][31] eller encefalopati[5]
- Kardiovaskulära system: kardiomyopati förekommer i upp till 43 % av aHUS-patienterna;[25][32] hjärtinfarkt (hjärtattack)[11][32] hypertension (högt blodtryck),[1][25][32] eller diffus vaskulopati[6] har också rapporterats
- Gastrointestinala systemet: 37 % av patienterna uppvisar gastrointestinala tecken och symptom:[3] kolit,[10] buksmärtor,[10] pankreatit,[33] kräkningar,[33] gastroenterit,[5] levernekros,[5] eller diarré[13]
- Synkomplikationer: okulär ocklusion (stroke i ögat)[34]
- Hud: hudförändringar, sår, petekier-utslag[35]
- Lungkomplikationer[11]

Vissa åkommor hos patienter med aHUS medför en hög risk för TMA-manifestationer. aHUS-patienter upplever TMA vid  åkommor som: 
- Diarré/gastroenterit
- Infektioner i övre luftvägarna
- Graviditetsassocierad TMA
- Malign hypertoni
- Transplantatassocierad TMA
- Glomerulopati
- Systemiska sjukdomar, t.ex. systemisk lupus erythematosus (SLE) och sklerodermi
- Malignitet

## Prognos
Patienter med aHUS har dålig långsiktig prognos. Upp till 79 % av aHUS-patienter dör eller har permanent njurskada inom tre år, trots användningen av stödjande vård.
Njurtransplantation för aHUS-patienter med ESRD beaktas sällan på grund av den höga förekomsten av sjukdomsåterfall och transplantat misslyckande i upp till 90 % av patienterna med ny TMA.  Följaktligen genomgår de flesta aHUS-patienterna med ESRD kronisk dialys vilket associeras med dålig prognos. Man har försökt med kombinerad njur-levertransplantation på patienter med aHUS, även om den här komplexa proceduren har hög dödlighet (vartannat fall).

## Diagnos
aHUS manifesteras med de kliniska egenskaperna för TMA (trombocytopeni, mikroangiopatisk hemolys och symtom på organdysfunktion). Men aHUS är inte den enda sjukdomen som orsakar systemisk TMA, ett faktum som gör differentialdiagnos nödvändig. De andra stora TMA:erna är trombotisk trombocytopen purpura (TTP) och Shiga-toxin-producerande Escherichia coli hemolytiskt uremiskt syndrom (STEC-HUS).
När TMA har bekräftats med hjälp av laboratorieresultat för trombocytopeni, är mikroangiopatisk hemolys och symtom för organdysfunktion avgörande för att diagnostisera den underliggande orsaken till sjukdomen. En ADAMTS13-aktivitetstest kan bekräfta TTP eller aHUS medan en Shiga-toxintest kan upptäcka STEC-HUS:
- ADAMTS13-aktivitet som är lika med eller mindre än 5 % bekräftar TTP diagnosen
- Ett positivt shiga-toxin-test i avföringsprov och bevis på STEC-infektion i serologiprover bekräftar STEC-HUS-diagnos [43]
- ADAMTS13-aktivitet över 5 % och frånvaron av shiga-toxins i avföringsprover ökar sannolikheten för en positiv aHUS-diagnos

Vid frånvaro av ADAMTS13-resultat kan serumkreatininnivåer (SCr) och trombocytantal användas för att förutspå ADAMTS13-aktivitet hos patienter med TMA. En serumkreatininnivå på > 150–200 μmol/L hos vuxna eller ett trombocytantal på > 30 x 109/L eliminerar nästan diagnosen svår ADAMTS13-brist och därmed TTP.
Även om aHUS till största delen är en genetisk sjukdom har 30–50% av patienterna inte en identifierbar genetisk mutation. Genetisk testning utgör därför ett opålitligt alternativ för diagnostisering av sjukdomen. Inte alla kända genetiska mutationer har prognostiska implikationer. Det senare, tillsammans med begränsad åtkomst till genetisk testning på grund av höga kostnader och hur lång tid den diagnostiska analysen tar, gör det olämpligt för initial utvärdering och hantering av aHUS.

## Behandling

### Plasmautbyte/infusion (PE/PI)
Även om PE/PI ofta används finns det inga kontrollerade studier  på dess säkerhet eller effektivitet för aHUS. Vissa patienter upplevde förbättring av hematologiska resultat, men komplementdysreglering och TMA kvarstod trots initial PE/PI hos andra patienter. Detta kan bero på det faktum att PE/PI inte är tillräckligt för att avlägsna mutanta komplementfaktorer eller ersätta bristfälliga faktorer,, vilket innebär att PE/PI leder till begränsad klinisk respons. 
American Society for Apheresis ger en grad 2C/svag rekommendation för PE/PI för behandling av aHUS, på grund av "låg" eller "mycket låg" kvalitet på bevis som stöder dess användning.

### Kronisk dialys
Patienter med aHUS som har ESRD går vanligtvis på dialys, vilket har en 5-årig överlevnadpå ungefär 50 %. Eftersom systemisk och okontrollerad komplementaktivering fortsätter bland aHUS-patienter som genomgår dialys, har de mer uttalad komplementaktivitet jämfört med patienter utan aHUS.  aHUS-patienter som får dialys har fortfarande risk för TMA i andra organ.

### Transplantation
Trots dess historiska användning på patienter med aHUS åtgärdar njurtransplantation inte den okontrollerade komplementaktivering som leder till progressiv, systemisk TMA. Beroende på vilken genetiska mutationen som föreligger återfår upp till 90 % av patienterna aHUS efter en njurtransplantation. Efter njurtransplantation orsakar den pågående, okontrollerade komplementaktiveringen som associeras med aHUS transplantatförlust som inte kan räddas av PE/PI hos de flesta patienterna. Kombinerad lever-njurtransplantation är endast tillgänglig för mycket få patienter, på grund av den begränsade tillgången på organ. inflammation och TMA i andra organ kan fortsätta och det finns en avsevärd risk för dödsfall som bör övervägas.

### Eculizumab
Eculizumab (varumärkesnamn Soliris) är en humaniserad, monoklonal antikropp som binder komplementkomponenten C5, ansvarig för aktivering av membranattackkomplexet (MAC), och hindrar därmed den okontrollerade, terminala komplementaktiviteten. Idag är Eculizumab den enda komplementinhibitor i EU som har godkänts för behandling av aHUS bland vuxna och barn.